# Horst Uwe Keller
Horst Uwe Keller (né le 25 janvier 1941 à Prague) est un astronome et chercheur allemand spécialiste des comètes. 

## Biographie
Collaborateur à l'Institut Max-Planck de recherche sur le système solaire à partir de 1975, Horst Uwe Keller prend sa retraite en 2006 et se voit attribuer la médaille Huygens deux ans plus tard.